# Aérodrome de Sambava
L'aérodrome de Sambava (code IATA : SVB • code OACI : FMNS) est un aérodrome situé à Sambava, ville de Madagascar située sur la côte nord-est dans la région de Sava de la province d'Antsiranana.

## Situation

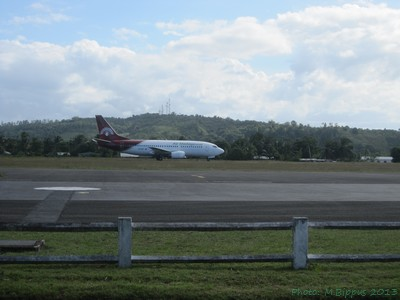
Un Boeing 737-300 d'Air Madagascar à Sambava.

L'aéroport se situe dans la partie est de la ville de Sambava.

## Destinations
| Compagnies          | Destinations                                         |
| ------------------- | ---------------------------------------------------- |
| Madagascar Airlines | Antananarivo, Diégo Suarez-Antsiranana, Maroantsetra |